# Stewart McSweyn
Stewart McSweyn (Launceston, 1 juni 1995) is een Australisch middellangeafstandsloper. Hij nam eenmaal deel aan de Olympische Spelen en won hierbij geen medaille.

## Biografie
In 2020 liep hij de 3000 meter in een tijd van 7.28,02 waarmee hij Australisch en tevens Oceanisch recordhouder werd. Op 9 juli 2021 verbeterde hij met een tijd van 3.29,51 ook het Australisch en Oceanisch record op de 1500 meter.  McSweyn maakte in 2021 zijn olympisch debuut op de uitgestelde Olympische Spelen van 2020 in Tokio. In de finale van de 1500 m liep hij in een tijd van 3.31,91 naar de 7e plaats.  Op de WK in 2022 liep McSweyn naar de 9e plaats op de 1500 meter.

## Titels
- Australisch kampioen 5000 m - 2020
- Australisch kampioen 10000 m - 2017, 2018, 2019

## Persoonlijke records
Baan
| Afstand        | Prestatie       | Datum             | Plaats    |
| -------------- | --------------- | ----------------- | --------- |
| 1500 m         | 3.29,51 (ex-AR) | 9 juli 2021       | Monaco    |
| 1 Eng. mijl    | 3.48,37         | 1 juli 2021       | Oslo      |
| 3000 m         | 7.28,02 (AR)    | 17 september 2020 | Rome      |
| 2 Eng. mijl    | 8.16,28         | 30 juni 2019      | Stanford  |
| 5000 m         | 12.56,50        | 2 september 2022  | Brussel   |
| 10.000 m       | 27.23,80        | 14 december 2019  | Melbourne |
| 3000 m steeple | 8.34,25         | 10 juni 2017      | Göteborg  |

Weg
| Afstand        | Prestatie | Datum             | Plaats              |
| -------------- | --------- | ----------------- | ------------------- |
| 5 km           | 13.53     | 2 april 2017      | Carlsbad            |
| 10 km          | 28.03     | 21 oktober 2018   | Burnie              |
| halve marathon | 1:02.52   | 12 september 2021 | Newcastle upon Tyne |

Indoor
| Afstand     | Prestatie | Datum            | Plaats     |
| ----------- | --------- | ---------------- | ---------- |
| 1500 m      | 3.35,10   | 16 februari 2019 | Birmingham |
| 1 Eng. mijl | 3.56,46   | 13 februari 2019 | Athlone    |
| 3000 m      | 7.44,90   | 10 februari 2019 | Metz       |

## Belangrijkste resultaten

### 1500 m
Kampioenschappen
- 2019: 10e in ½ fin. WK - 3.37,95
- 2021: 7e OS - 3.31,91
- 2022: 9e WK - 3.33,24

Diamond League-podiumplaatsen
- 2020:  Doha Diamond League - 3.30,51
- 2020:  BAUHAUS-galan - 3.31,48
- 2021:  Müller Grand Prix - 3.37,32
- 2021:  Doha Diamond League - 3.31,57
- 2021:  Memorial Van Damme - 3.33,20
- 2021:  Weltklasse Zürich - 3.32,14
- 2022:  Athletissima - 3.30,18

### Mijl
Diamond League-podiumplaatsen
- 2018:  Birmingham Müller Grand Prix - 3.54,60
- 2021:  Bislett Games - 3.48,37
- 2021:  Prefontaine Classic - 3.48,40

### 3000 m
Diamond League-podiumplaatsen
- 2018:  Meeting International Mohammed VI d'Athletisme de Rabat - 7.34,79
- 2020:  Golden Gala - 7.28,02
- 2021:  Müller British Grand Prix - 7.28,94
- 2021:  Athletissima - 7.35,06

### 3000 m steeple
Kampioenschappen
- 2017: 14e in series WK - 8.47,53

### 5000 m
Kampioenschappen
- 2018: 5e Gemenebestspelen - 13.58,96
- 2019: 12e WK - 13.30,41

### 10000 m
Kampioenschappen
- 2018: 11e Gemenebestspelen - 28.58,22

### veldlopen
- 2017: 53e - 31,05
- 2023:  WK gemengde aflossing - 23,26